# Lonchura fuscata
Lonchura fuscata là một loài chim trong họ Estrildidae.